# 金文淳 (朝鮮)
金文淳（韓語：김문순，1744年—1811年），字在人（재인），是朝鮮王朝中後期的權臣，本貫是安東金氏，歷任洪忠監司、吏曹判書、右參贊，經歷過英祖、正祖、純祖三朝的元老。他的父親是金履信。

## 生平
- 英祖20年（1744年）出生。
- 英祖43年（1767年）考獲科舉庭試甲科狀元及第。
- 正祖3年（1779年）歷任大司諫、左承旨、吏曹參判、大司憲等各職。
- 正祖6年（1782年）再任吏曹參判。
- 1809年告老歸田。
- 純祖11年（1811年）離世。

## 外部連結
- Empas韓國學知識：金文淳 （页面存档备份，存于） 
- Empas韓國學知識：人物：金文淳 （页面存档备份，存于） 